# Daigorō Kondō
Daigorō Kondō (近藤 台五郎?, Kondō Daigorō; 1º giugno 1907 – 29 febbraio 1991) è stato un calciatore giapponese, di ruolo difensore.
Nella nazionale giapponese Daigorō Kondō ha in totale giocato 2 partite.